# Cratere Asada
Asada è un cratere lunare di 12,37 km situato nella parte nord-orientale della faccia visibile della Luna.